# Problemy idealisma
Problemy idealisma (russisch Проблемы идеализма, wiss. Transliteration Problemy idealizma; „Probleme des Idealismus“) ist eine Sammlung von Artikeln zwölf russischer Philosophen des frühen 20. Jahrhunderts. Sie wurde im Mai 1902 von der Moskauer Psychologischen Gesellschaft in einer Auflage von 3000 Exemplaren veröffentlicht, herausgegeben von Pawel Iwanowitsch Nowgorodzew. Dieser Sammelband fand seine Fortsetzung in den beiden Bänden Wechi (Wegzeichen; 1909) und Is glubiny (De profundis; 1918).
Sein Erscheinen wird Michał Kacprzak zufolge von vielen Wissenschaftlern als Beginn der Entstehung der russischen religiös-philosophischen Renaissance angesehen, einem anderen Autor zufolge geschah das „erste kollektive Auftreten dieser philosophischen Generation“ in dieser Aufsätzesammlung, „in der die Wendung vom Positivismus und marxistischen Materialismus zum philosophischen Idealismus begründet wurde“.

## Vorwort des Herausgebers
Der Hauptgedanke der Sammlung kommt im Vorwort des Herausgebers P. I. Nowgorodzew (1866–1924) zum Ausdruck: „Jene Strömungen, die versucht haben, die Philosophie zu beseitigen oder sie durch Konstruktionen zu ersetzen, die allein auf den Daten der Erfahrung beruhen, haben ihre leitende Bedeutung verloren … Die moderne kritische Bewegung ist aufgerufen, … die notwendige Vielfalt der Untersuchungen und Aufgaben des menschlichen Geistes zu verteidigen.“
Ursprünglich als Projekt zur Verteidigung der „Gedankenfreiheit“ / свободы совести (1901) konzipiert, verband die in ihrer Zusammensetzung sehr heterogene Sammlung politische Opposition (die Beteiligung ehemaliger Marxisten – Bulgakow, Struve, Frank, Berdjajew – war von besonderer Bedeutung) mit einer religiösen und philosophischen Ausrichtung.
P. I. Nowgorodzew schreibt in seinem Vorwort ebenfalls:

„Das Grundproblem, das in unserer Zeit zur Wiederbelebung der idealistischen Philosophie führt, ist vor allem ein moralisches Problem, und dementsprechend erschien es uns wichtig, der Klärung ethischer Fragen besondere Aufmerksamkeit zu schenken und auch hier eine möglichst große Breite der Betrachtungsweise zuzulassen.“

Sein Vorwort wird außerdem zitiert mit den Worten:

„Die heutige Zuwendung zur Philosophie ist kein Resultat der bloßen theoretischen Neugier; nicht ein bloß abstraktes gedankenmäßiges Interesse, sondern die komplizierten Fragen des Lebens, die tiefen Bedürfnisse des sittlichen Bewußtsein stellen das Problem des Sollens, des moralischen Ideals . … Die neuen Lebensformen scheinen nicht mehr einer bloß utilitären Forderung zu entspringen, sondern sind ein kategorisches Gebot der Moralität, die den unbedingten Wert der Person in den Mittelpunkt stellt.“

## Inhalt
- S. N. Bulgakow: Osnownyje problemy teorii progressa / Основные проблемы теории прогресса. Die Hauptprobleme der Theorie des Fortschritts.
- Je. N. Trubezkoi: K charakteristike utschenija Marksa i Engelsa o snatschenii idei w istorii / К характеристике учения Маркса и Энгельса о значении идей в истории. Die Charakterisierung der Lehren von Marx und Engels über die Bedeutung der Ideen in der Geschichte.
- P. B. Struwe: K charakteristike naschego filossofskogo raswitija / К характеристике нашего философского развития. Zu einer Charakterisierung unserer philosophischen Entwicklung.
- N. A. Berdjajew: Etitscheskaja problema w swete filossofskogo idealisma / Этическая проблема в свете философского идеализма. Das ethische Problem im Lichte des philosophischen Idealismus.
- S. L. Frank: Nizsche i etika «ljubwi k dalnemu» / Ницше и этика «любви к дальнему». Nietzsche und die Ethik der „Liebe zur Ferne“.
- S. Askoldow: Filossofija i schisn / Философия и жизнь. Philosophie und Leben.
- S. N. Trubezkoi: Tschemu utschit istorija filossofii / Чему учит история философии. Was die Geschichte der Philosophie lehrt.
- P. I. Nowgorodzew: Nrawstwenny idealism w filossofii prawa (K woprossu o wosroschdenii estestwennogo prawa) / Нравственный идеализм в философии права (К вопросу о возрождении естественного права). Der moralische Idealismus in der Rechtsphilosophie (Zur Frage der Wiederbelebung des Naturrechts).
- B. A. Kistjakowskij: «Russkaja soziologitscheskaja schkola» i kategorija wosmoschnosti pri reschenii sozialno-etitscheskich problem / «Русская социологическая школа» и категория возможности при решении социально-этических проблем. Die „Russische soziologische Schule“ und die Kategorie der Möglichkeit bei der Lösung sozialethischer Probleme.
- A. Lappo-Danilewskij: Osnownyje prinzipy soziologitscheskoi doktriny O. Konta / Основные принципы социологической доктрины О. Конта. Grundprinzipien der soziologischen Doktrin von Auguste Comte
- S. F. Oldenburg: Renan kak pobornik swobody mysli / Ренан как поборник свободы мысли. Renan als Verfechter der Freiheit des Denkens.
- D. Je. Schukowski: K woprossu o moralnom twortschestwe / К вопросу о моральном творчестве. / Über die Frage der moralischen Kreativität.